# Dignomus aureopilis
Dignomus aureopilis là một loài bọ cánh cứng trong họ Ptinidae. Loài này được Desbrochers des Leges miêu tả khoa học năm 1875.